# Królewska Akademia Historii

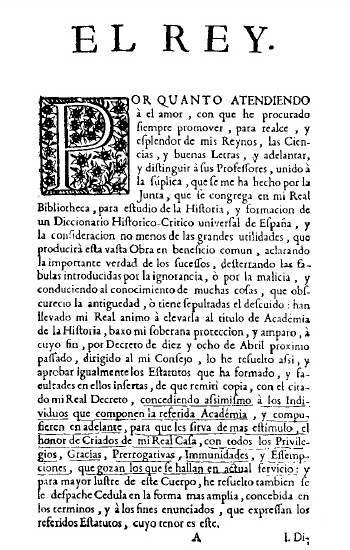
Dokument zatwierdzający pierwszy status Królewskiej Akademii Historii

Królewska Akademia Historii (hiszp.: Real Academia de la Historia) – hiszpańska instytucja zajmująca się badaniem historii Hiszpanii i Hiszpanów.
Skupieni wokół niej naukowcy zajmują się dziejami ludów zamieszkujących półwysep Iberyjski od prehistorii aż po czasy współczesne, badając wiele różnorodnych dziedzin: politykę, religię, społeczeństwo, wojskowość, kulturę itd..
Została utworzona w 1738 roku, a jej siedziba mieści się w Madrycie.

## Członkowie
Instytucja ta przewiduje stałe członkostwo dla 36 osób oraz nieograniczoną liczbę miejsc dla współpracowników z całego świata. W 2006 roku było ich 370. Członkami stałymi są (numeracja według Królewskiej Akademii Historii):
1. Víctor Pérez Moreda
2. Hugo O’Donnell
3. Wakat
4. Luis Suárez Fernández
5. Feliciano Barrios Pintado
6. Wakat
7. Josefina Gómez Mendoza
8. José Remesal Rodríguez
9. María del Pilar León-Castro Alonso
10. Wakat
11. Martín Almagro Gorbea
12. Wakat
13. Jaime de Salazar y Acha
14. Francisco Javier Puerto Sarmiento
15. Juan Pablo Fusi Aizpurua
16. Antonio Cañizares Llovera
17. Amparo Alba Cecilia
18. José Antonio Escudero López
19. Luis Ribot
20. Fernando Díaz Esteban
21. José Ángel Sesma Muñoz
22. Enriqueta Vila Vilar
23. Mª del Carmen Iglesias Cano
24. Fernando Marías Franco
25. Miguel Ángel Ladero Quesada
26. Serafín Fanjul García
27. Miguel Ángel Ochoa Brun
28. Luis Alberto de Cuenca y Prado
29. José Luis Díez García
30. Carmen Sanz Ayán
31. Wakat
32. Carlos Martínez Shaw
33. María Jesús Viguera
34. Wakat
35. Xavier Gil Puyol
36. Luis Agustín García Moreno